# Représentations diplomatiques du Maroc

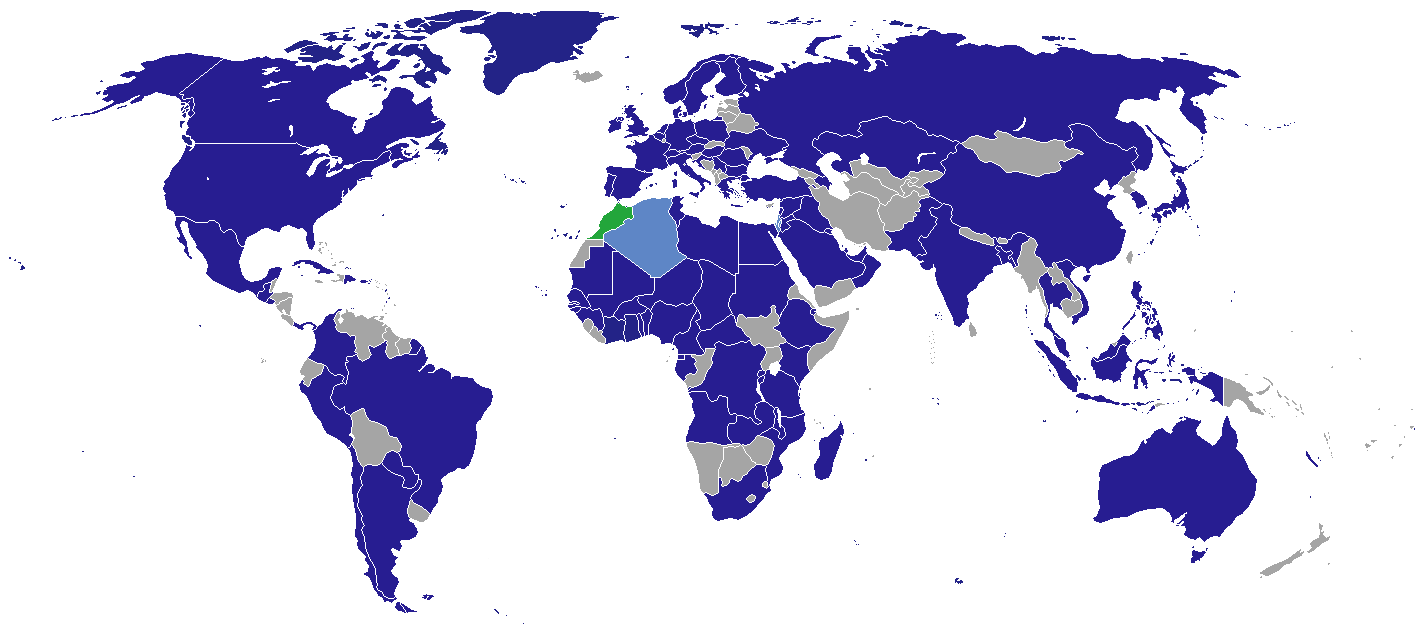
Représentations diplomatiques du Maroc.

Cet article recense les représentations diplomatiques du Maroc à l'étranger :

## Afrique
- Afrique du Sud
  - Pretoria (ambassade)
- Algérie
  - Oran (consulat général)
  - Sidi Bel Abbès (consulat général)
- Angola
  - Luanda (ambassade)
- Burkina Faso
  - Ouagadougou (ambassade)
- Cameroun
  - Yaoundé (ambassade)
- Cap-Vert
  - Praia (ambassade)
- République centrafricaine
  - Bangui (ambassade)
- Côte d'Ivoire
  - Abidjan (ambassade)
- République du Congo
  - Brazzaville (ambassade)
- République démocratique du Congo
  - Kinshasa (ambassade)
- Djibouti
  - Djibouti (ambassade)
- Égypte
  - Le Caire (ambassade)
- Éthiopie
  - Addis-Abeba (ambassade)
- Gabon
  - Libreville (ambassade)
- Gambie
  - Banjul (ambassade)
- Ghana
  - Accra (ambassade)
- Guinée
  - Conakry (ambassade)
- Guinée-Bissau
  - Bissau (ambassade)
- Guinée équatoriale
  - Malabo (ambassade)
- Kenya
  - Nairobi (ambassade)
- Libye
  - Tripoli (ambassade)
  - Benghazi (consulat général)
- Madagascar
  - Antananarivo (ambassade)
- Malawi
  - Lilongwe (ambassade)
- Mali
  - Bamako (ambassade)
- Mauritanie
  - Nouakchott (ambassade)
  - Nouadhibou (consulat général)
- Mozambique
  - Maputo (ambassade)
- Niger
  - Niamey (ambassade)
- Nigeria
  - Abuja (ambassade)
- Rwanda
  - Kigali (ambassade)
- Sénégal
  - Dakar (ambassade)
- Soudan
  - Khartoum (ambassade)
- Tanzanie
  - Dar es Salam (ambassade)
- Tchad
  - N'Djaména (ambassade)
- Tunisie
  - Tunis (ambassade)

## Amérique
- Argentine
  - Buenos Aires (ambassade)
- Brésil
  - Brasília (ambassade)
- Canada
  - Ottawa (ambassade)
  - Montréal (consulat général)
  - Toronto (consulat général)
- Chili
  - Santiago du Chili (ambassade)
- Colombie
  - Bogota (ambassade)
- Cuba
  - La Havane (ambassade)
- États-Unis
  - Washington (ambassade)
  - Miami (consulat général)
  - New York (consulat général)
- Guatemala
  - Guatemala ville (ambassade)
- Mexique
  - Mexico (ambassade)
- Panama
  - Panamá (ambassade)
- Paraguay
  - Asuncion (ambassade)
- Pérou
  - Lima (ambassade)
- République dominicaine
  - Saint-Domingue (ambassade)
- Sainte-Lucie
  - Castries (ambassade)
- Salvador
  - San Salvador (ambassade)

## Asie
- Arabie saoudite
  - Riyad (ambassade)
  - Djeddah (consulat général)
- Azerbaïdjan
  - Bakou (ambassade)
- Bahreïn
  - Manama (ambassade)
- Bangladesh
  - Dacca (ambassade)
- Chine
  - Pékin (ambassade)
- Corée du Sud
  - Séoul (ambassade)
- Émirats arabes unis
  - Abu Dhabi (ambassade)
  - Dubaï (consulat général)
- Inde
  - New Delhi (ambassade)
- Indonésie
  - Jakarta (ambassade)
- Irak
  - Bagdad (ambassade)
- Israël
  - Tel Aviv (bureau de liaison)
- Japon
  - Tokyo (ambassade)
- Jordanie
  - Amman (ambassade)
- Kazakhstan
  - Astana (ambassade)
- Koweït
  - Koweït ville (ambassade)
- Liban
  - Beyrouth (ambassade)
- Malaisie
  - Kuala Lumpur (ambassade)
- Oman
  - Mascate (ambassade)
- Pakistan
  - Islamabad (ambassade)
- Palestine
  - Ramallah (Bureau de représentation)
- Philippines
  - Manille (ambassade)
- Qatar
  - Doha (ambassade)
- Syrie
  - Damas (ambassade)
- Thaïlande
  - Bangkok (ambassade)
- Turquie
  - Ankara (ambassade)
  - Istanbul (consulat général)
- Vietnam
  - Hanoï (ambassade)

## Europe
- Allemagne
  - Berlin (ambassade)
  - Düsseldorf (consulat général)
  - Francfort (consulat général)
- Autriche
  - Vienne (ambassade)
- Belgique
  - Bruxelles (ambassade)
  - Anvers (consulat général)
  - Liège (consulat général)
- Bulgarie
  - Sofia (ambassade)
- Croatie
  - Zagreb (ambassade)
- Danemark
  - Copenhague (ambassade)
- Espagne
  - Madrid (ambassade)
  - Algésiras (consulat général)
  - Almería (consulat général)
  - Barcelone (consulat général)
  - Bilbao (consulat général)
  - Las Palmas de Gran Canaria (consulat général)
  - Murcie (consulat général)
  - Séville (consulat général)
  - Tarragone (consulat général)
  - Valence (consulat général)
- Finlande
  - Helsinki (ambassade)
- France
  - Paris (ambassade)
  - Paris (consulat général)
  - Bastia (consulat général)
  - Bordeaux (consulat général)
  - Colombes (consulat général)
  - Dijon (consulat général)
  - Lille (consulat général)
  - Lyon (consulat général)
  - Marseille (consulat général)
  - Montpellier (consulat général)
  - Orléans (consulat général)
  - Orly (consulat général)
  - Pontoise (consulat général)
  - Rennes (consulat général)
  - Strasbourg (consulat général)
  - Toulouse (consulat général)
  - Villemomble (consulat général)
- Grèce
  - Athènes (ambassade)
- Hongrie
  - Budapest (ambassade)
- Irlande
  - Dublin (ambassade)
- Italie
  - Rome (ambassade)
  - Bologne (consulat général)
  - Milan (consulat général)
  - Palerme (consulat général)
  - Turin (consulat général)
- Norvège
  - Oslo (ambassade)
- Pays-Bas
  - La Haye (ambassade)
  - Amsterdam (consulat général)
  - Bois-le-Duc (consulat général)
  - Rotterdam (consulat général)
  - Utrecht (consulat général)
- Pologne
  - Varsovie (ambassade)
- Portugal
  - Lisbonne (ambassade)
- Roumanie
  - Bucarest (ambassade)
- Royaume-Uni
  - Londres (ambassade)
- Russie
  - Moscou (ambassade) (voir la liste des ambassadeurs du Maroc en Russie)
- Serbie
  - Belgrade (ambassade)
- Suède
  - Stockholm (ambassade)
- Suisse
  - Berne (ambassade)
- République tchèque
  - Prague (ambassade)
- Ukraine
  - Kiev (ambassade)
- Vatican
  - Rome (ambassade)

## Océanie
- Australie
  - Canberra (ambassade)

## Organisations internationales
- Addis-Abeba (mission permanente auprès de l'Union Africaine)
- Bruxelles  (mission permanente auprès de l'Union européenne)
- Le Caire (mission permanente auprès de la Ligue arabe)
- Genève  (mission permanente auprès de l'Organisation des Nations unies)
- Montréal (mission permanente auprès de l'Organisation de l'aviation civile internationale)
- New York (mission permanente auprès de l'Organisation des Nations unies)
- Paris (mission permanente auprès de l'UNESCO)
- Rome (mission permanente auprès de l'Organisation des Nations unies pour l'alimentation et l'agriculture)
- Vienne (mission permanente auprès de l'Organisation des Nations unies)

## Galerie

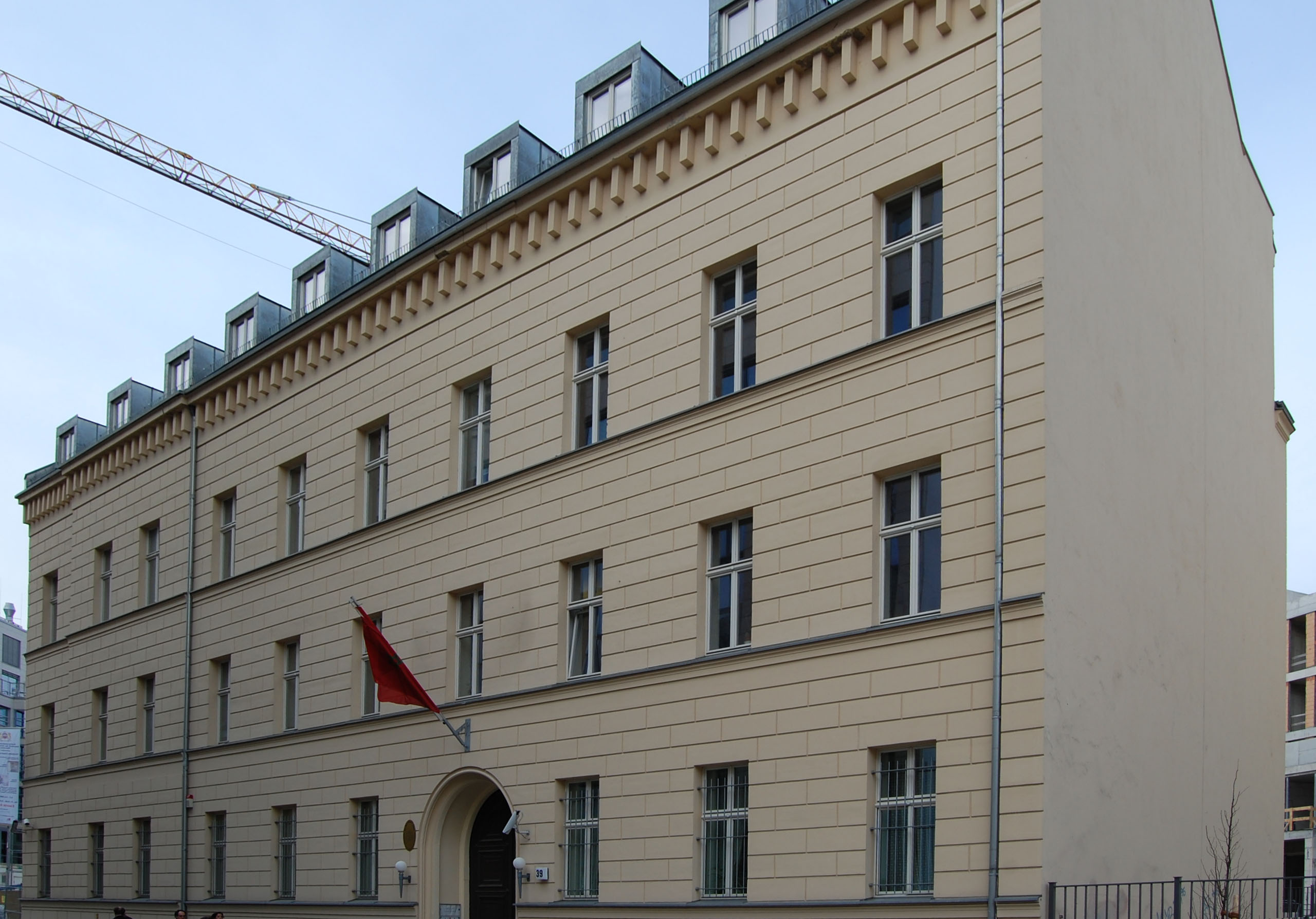
Ambassade à Berlin.
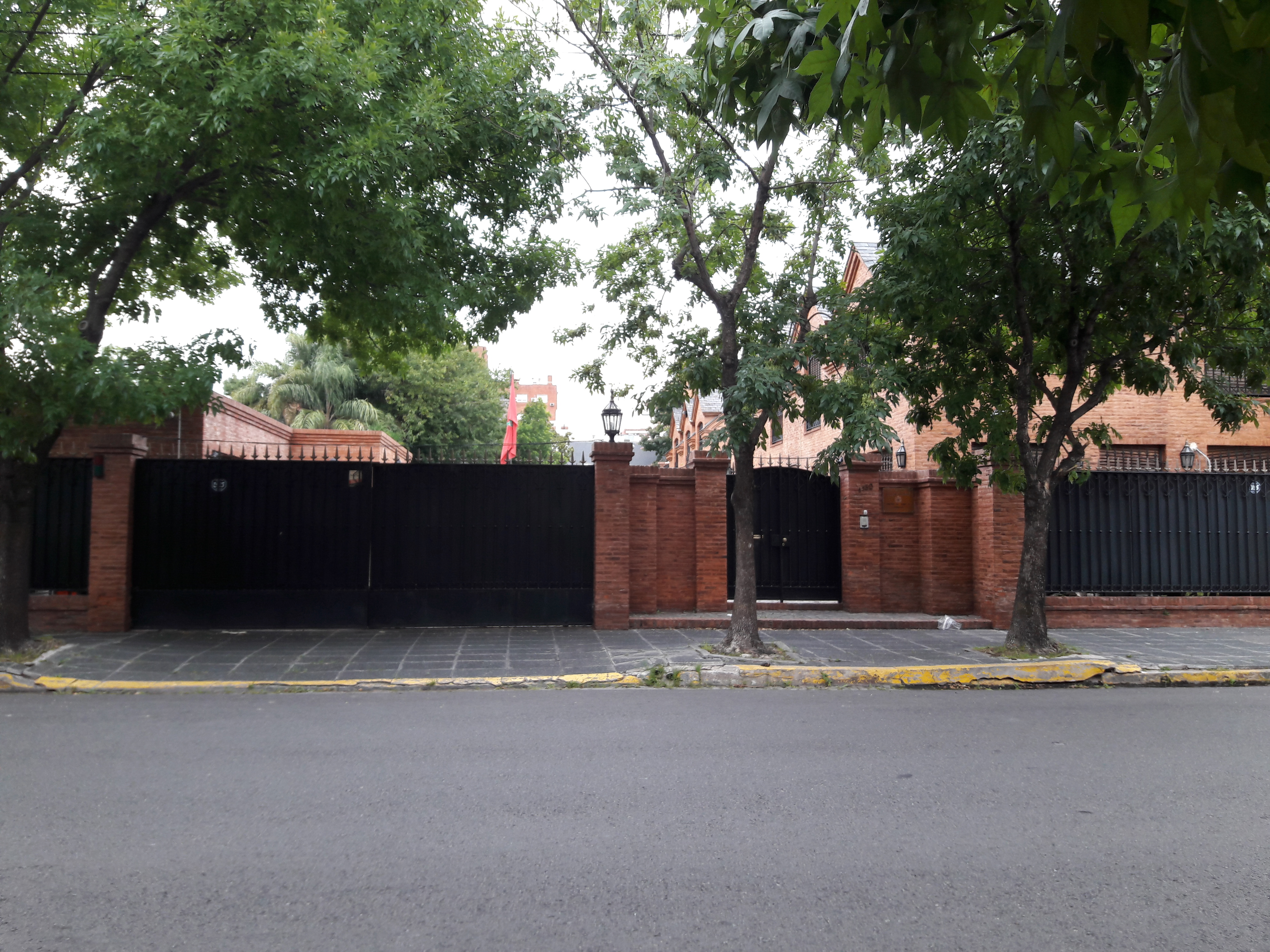
Ambassade à Buenos Aires.
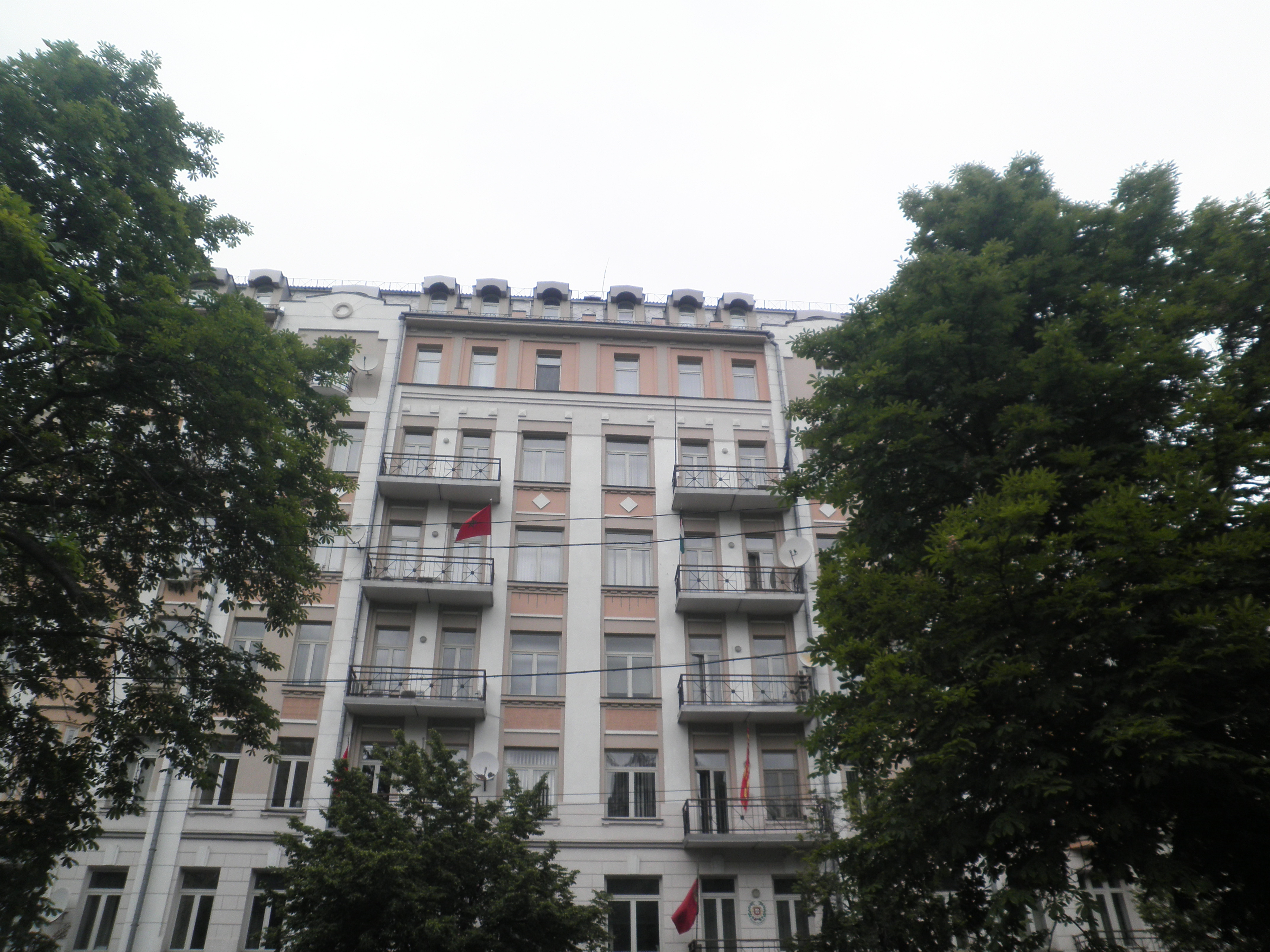
Ambassade à Kiev.
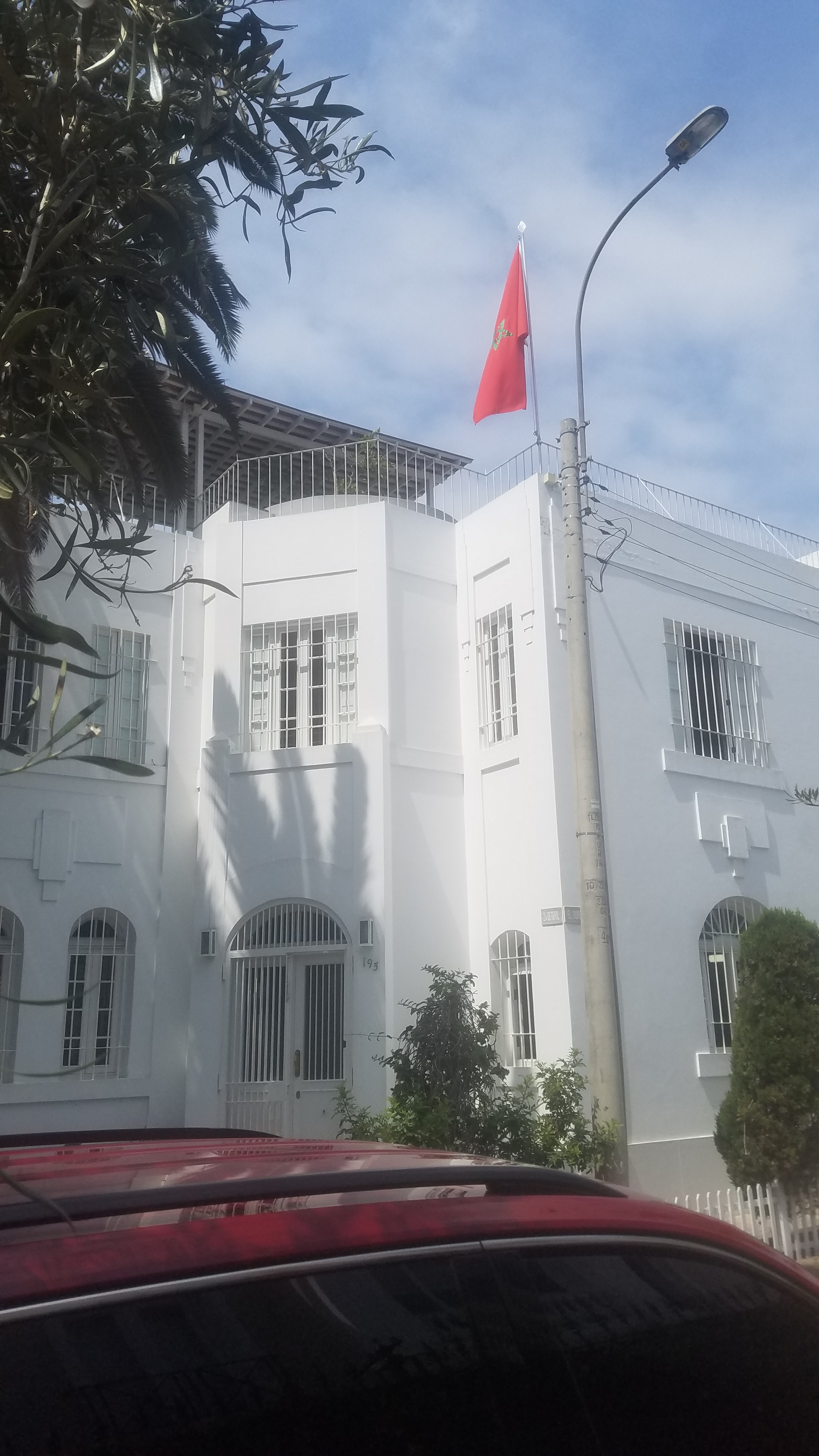
Ambassade à Lima.
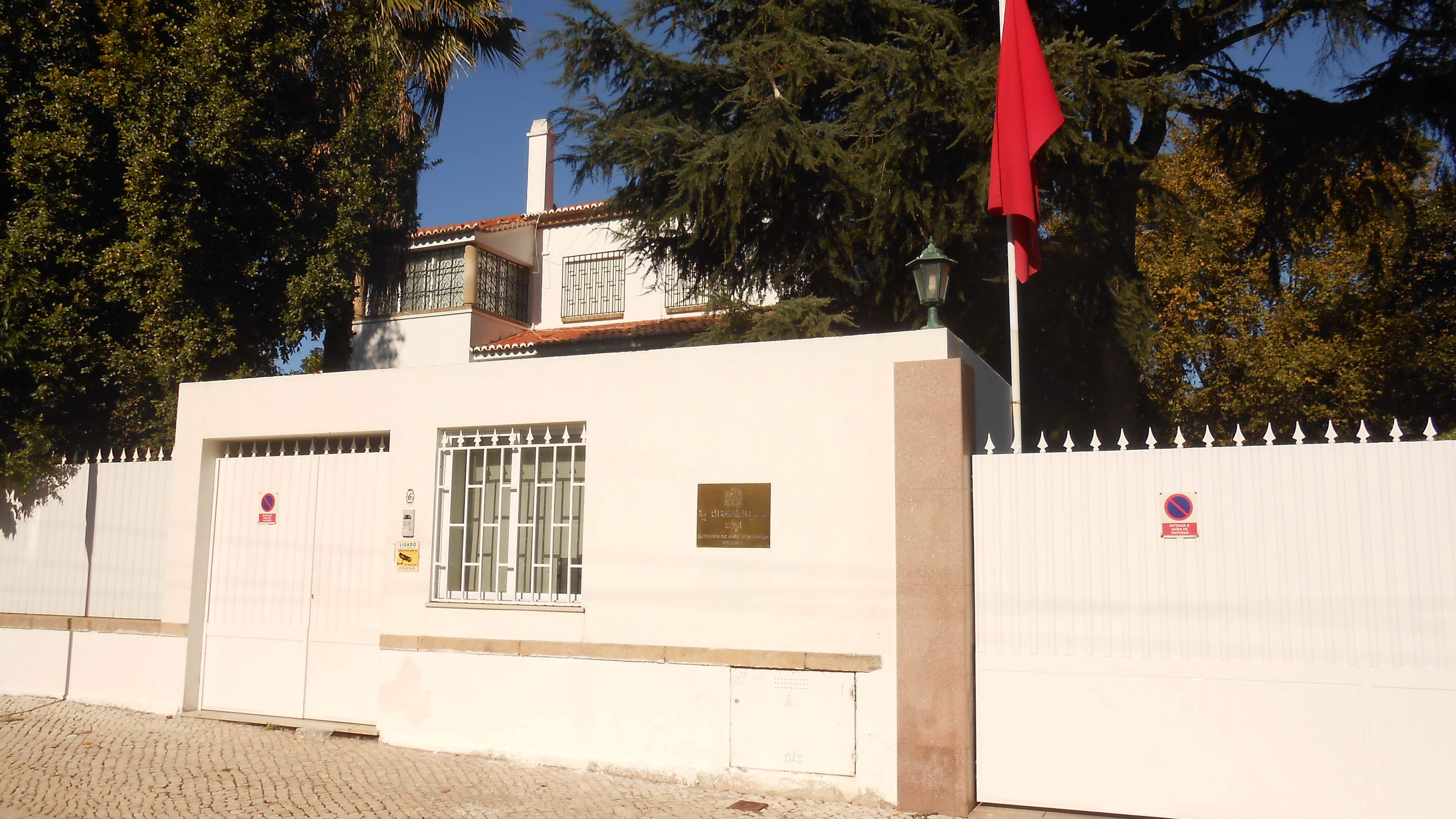
Residencie de l'ambassade à Lisbonne.
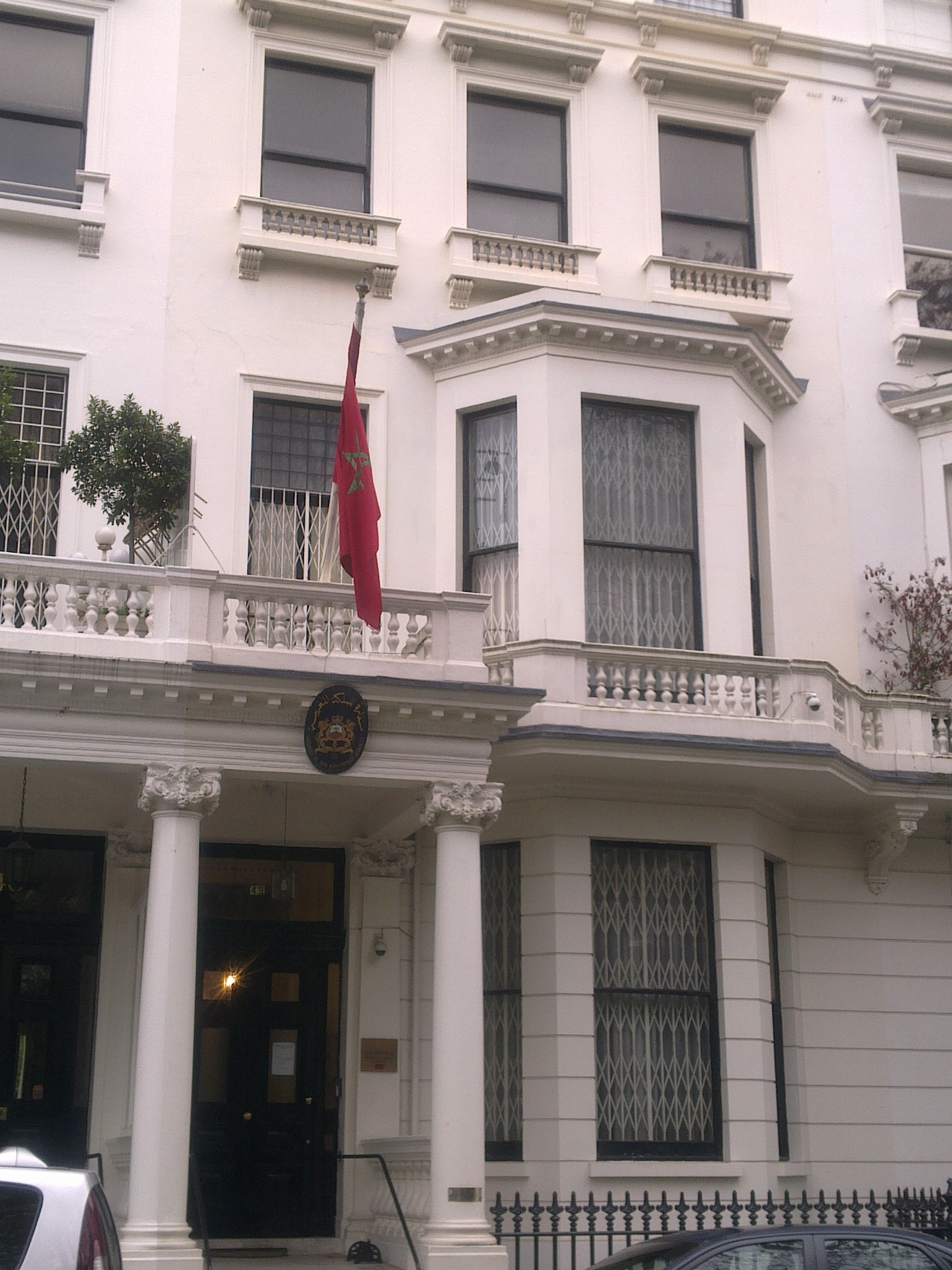
Ambassade à Londres.
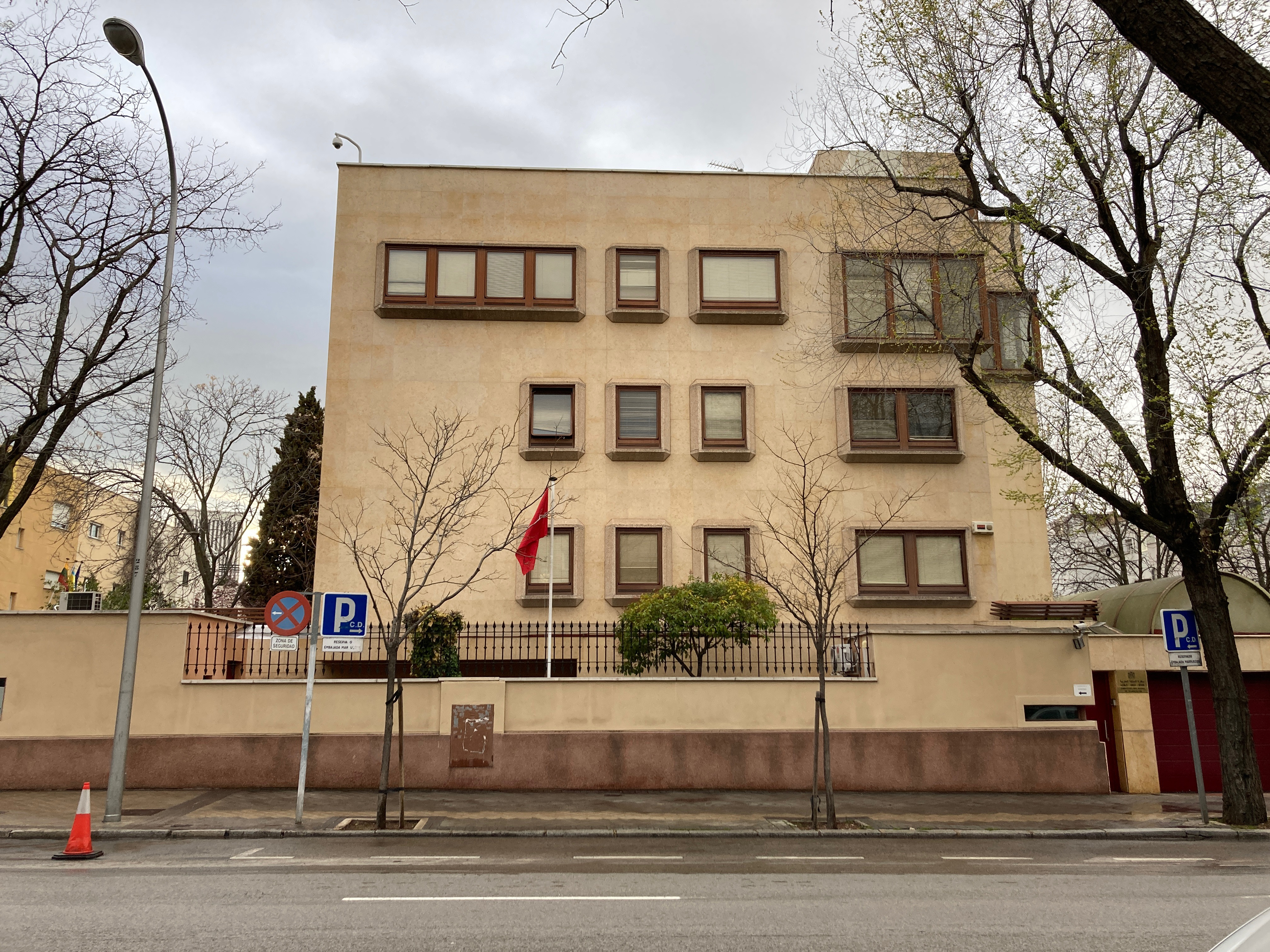
Ambassade à Madrid.
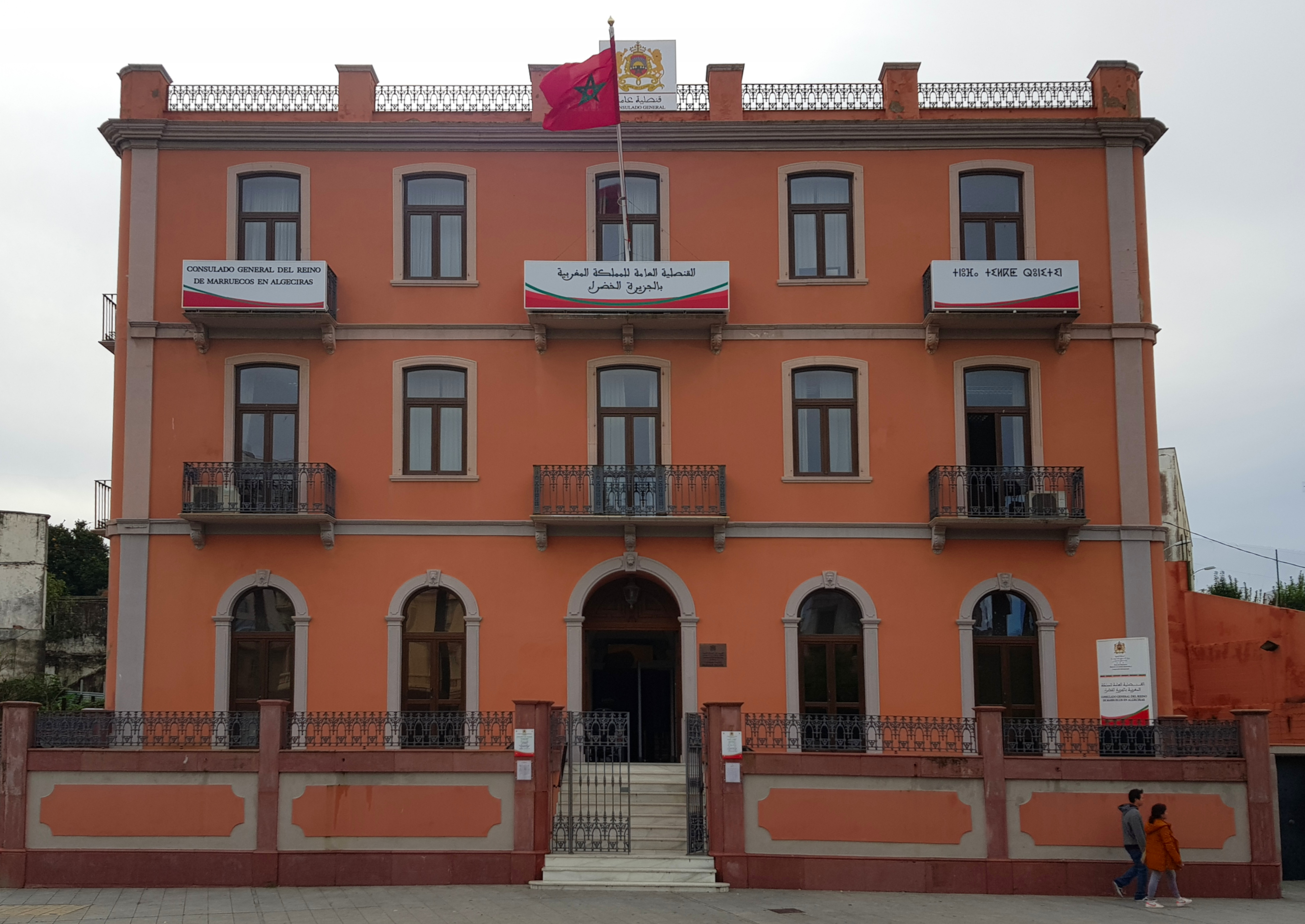
Consulat général à Algésiras.
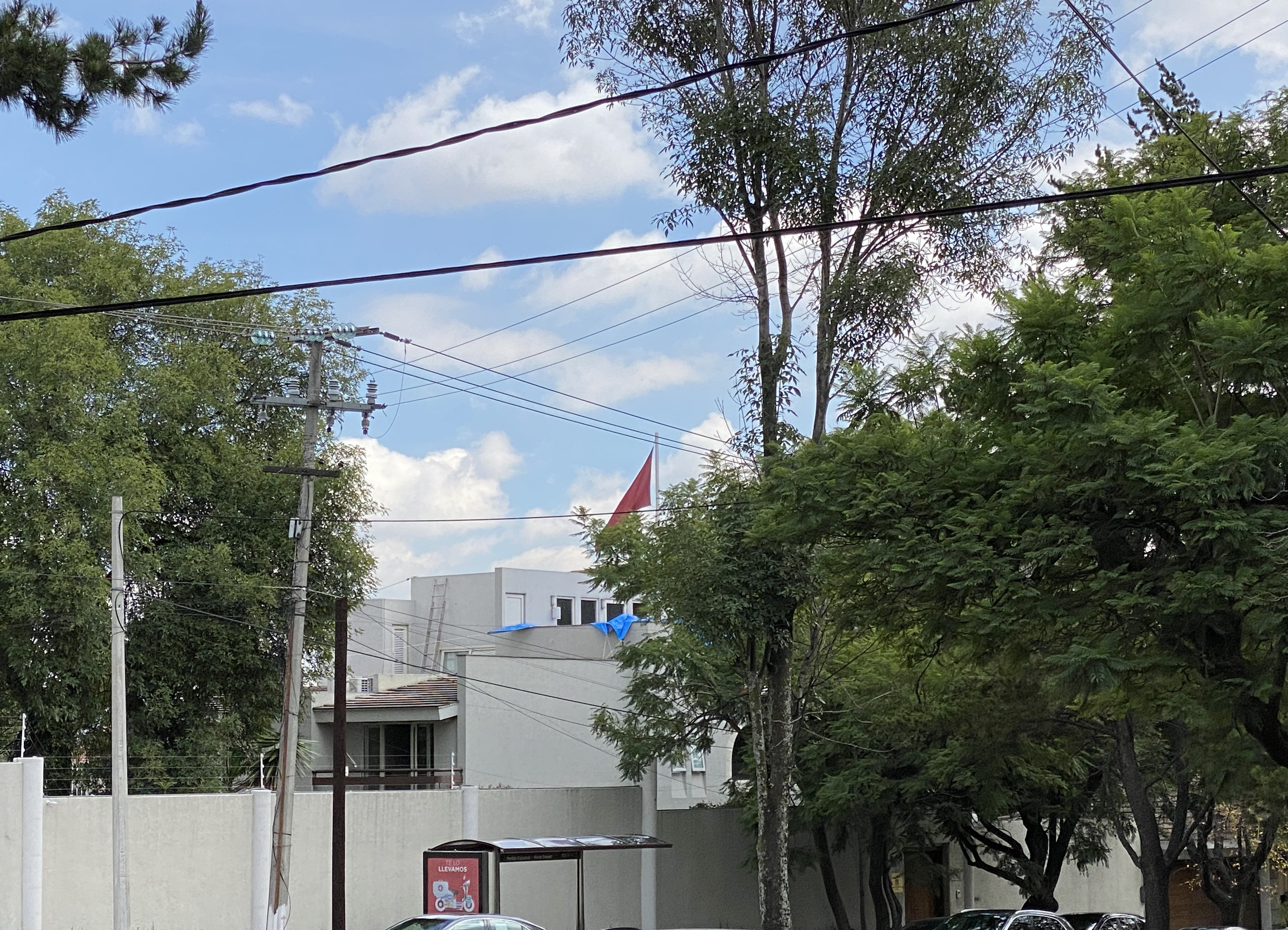
Ambassade à Mexico.
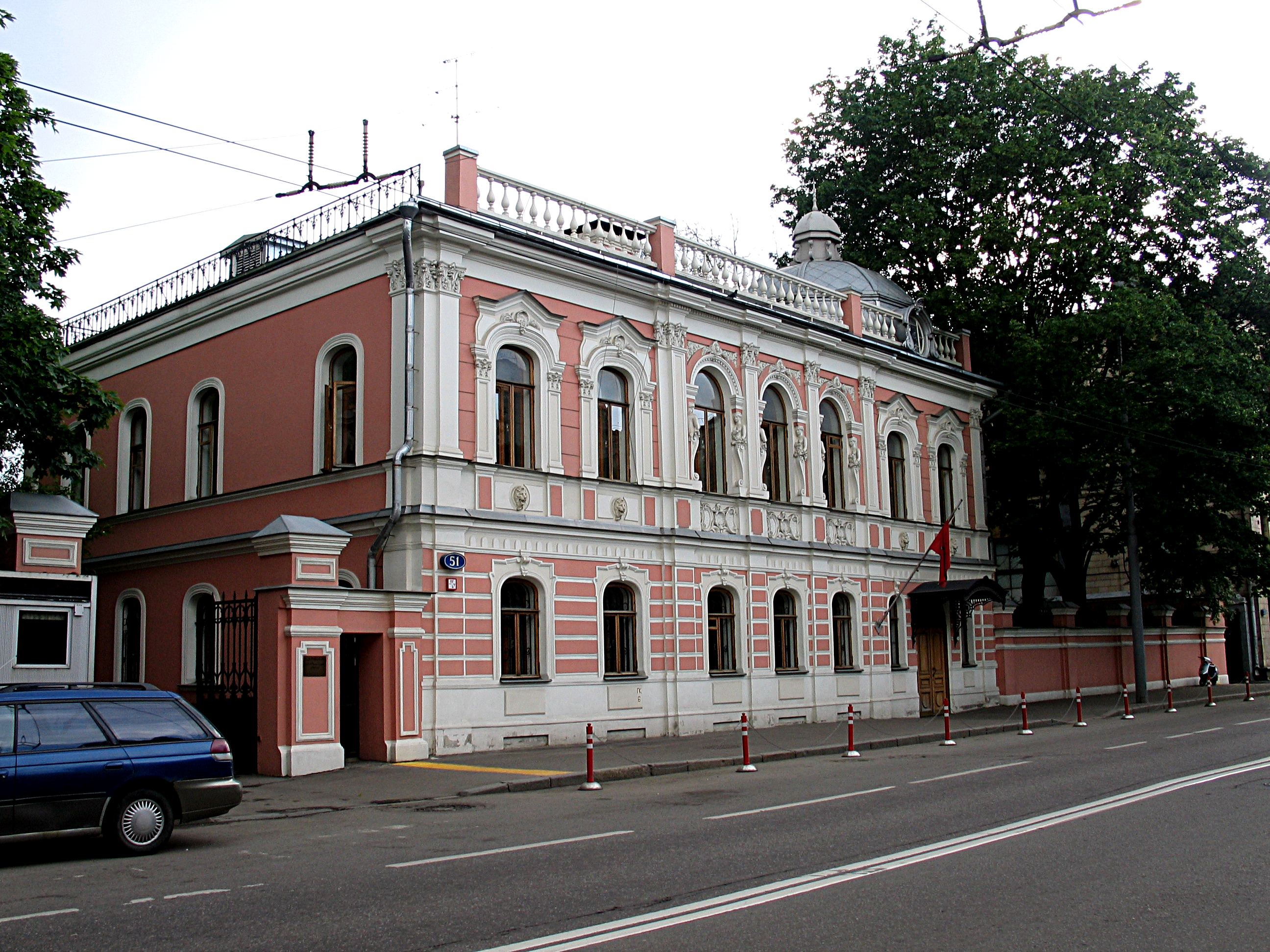
Ambassade à Moscou.
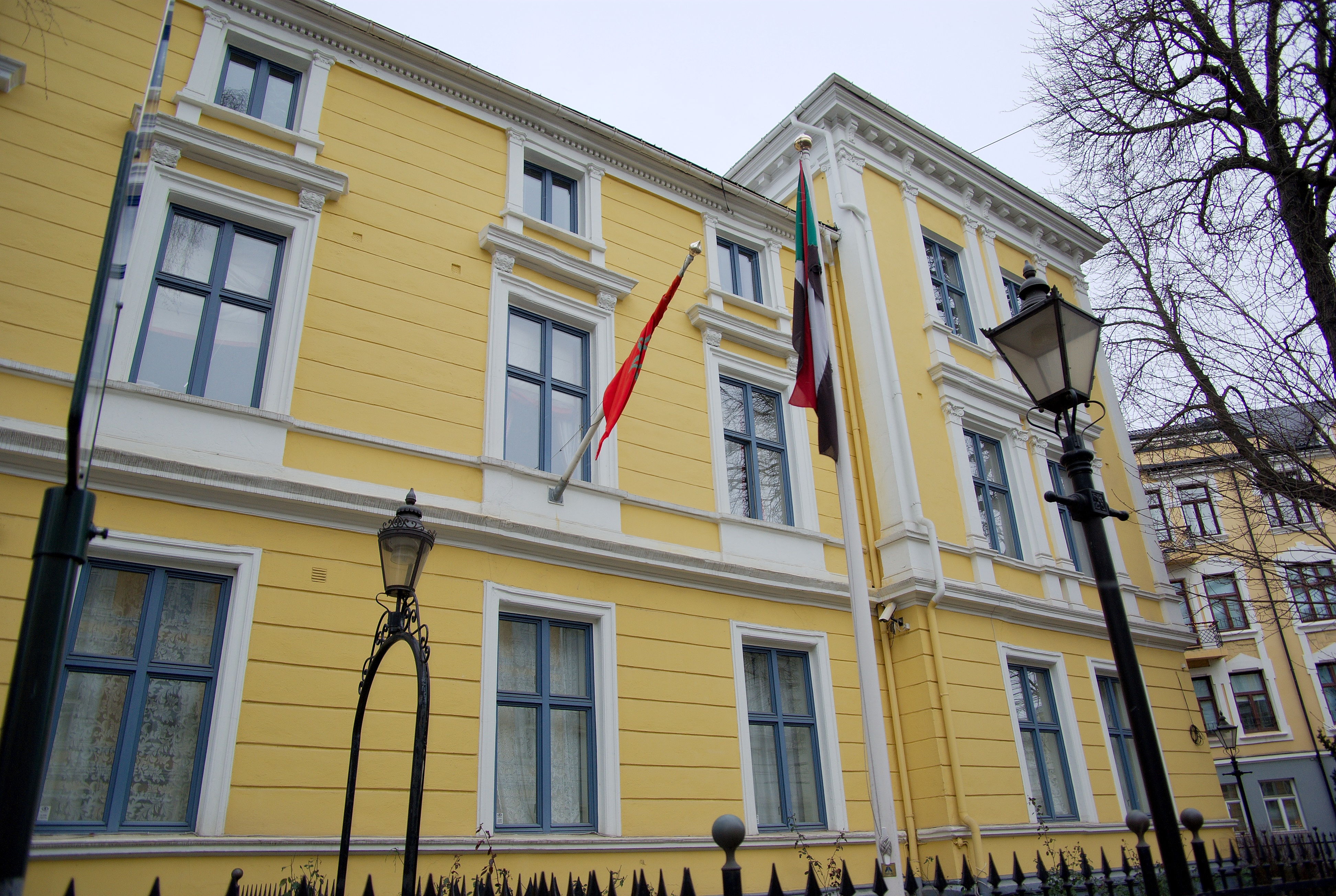
Ambassade à Oslo.
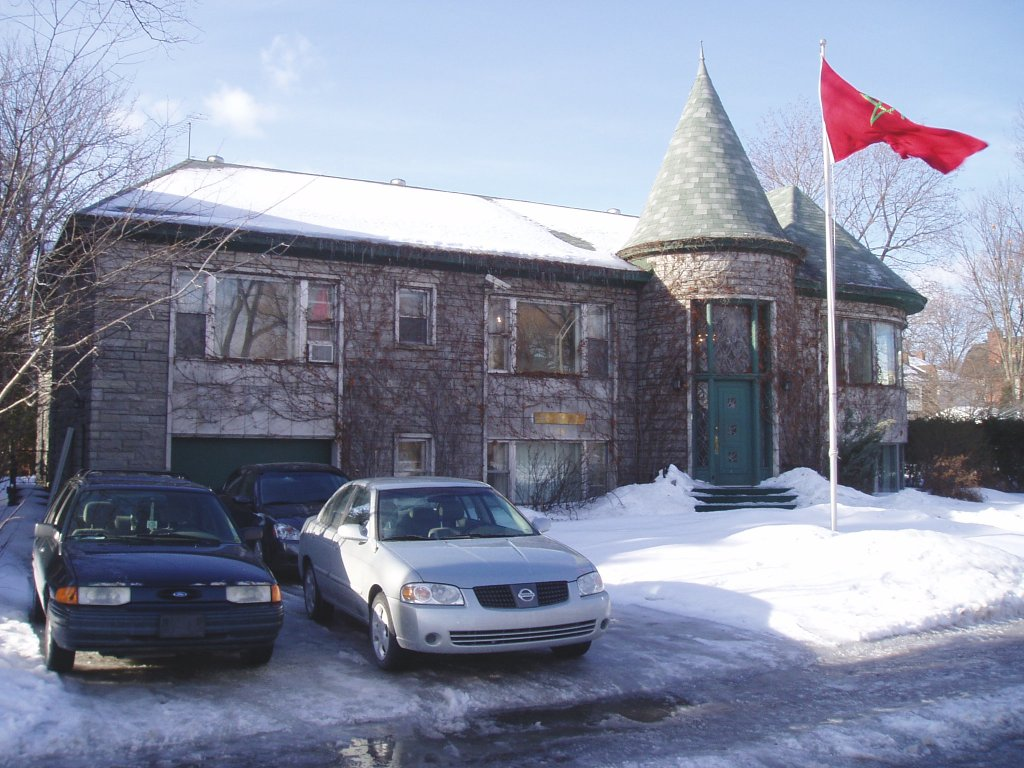
Ambassade à Ottawa.
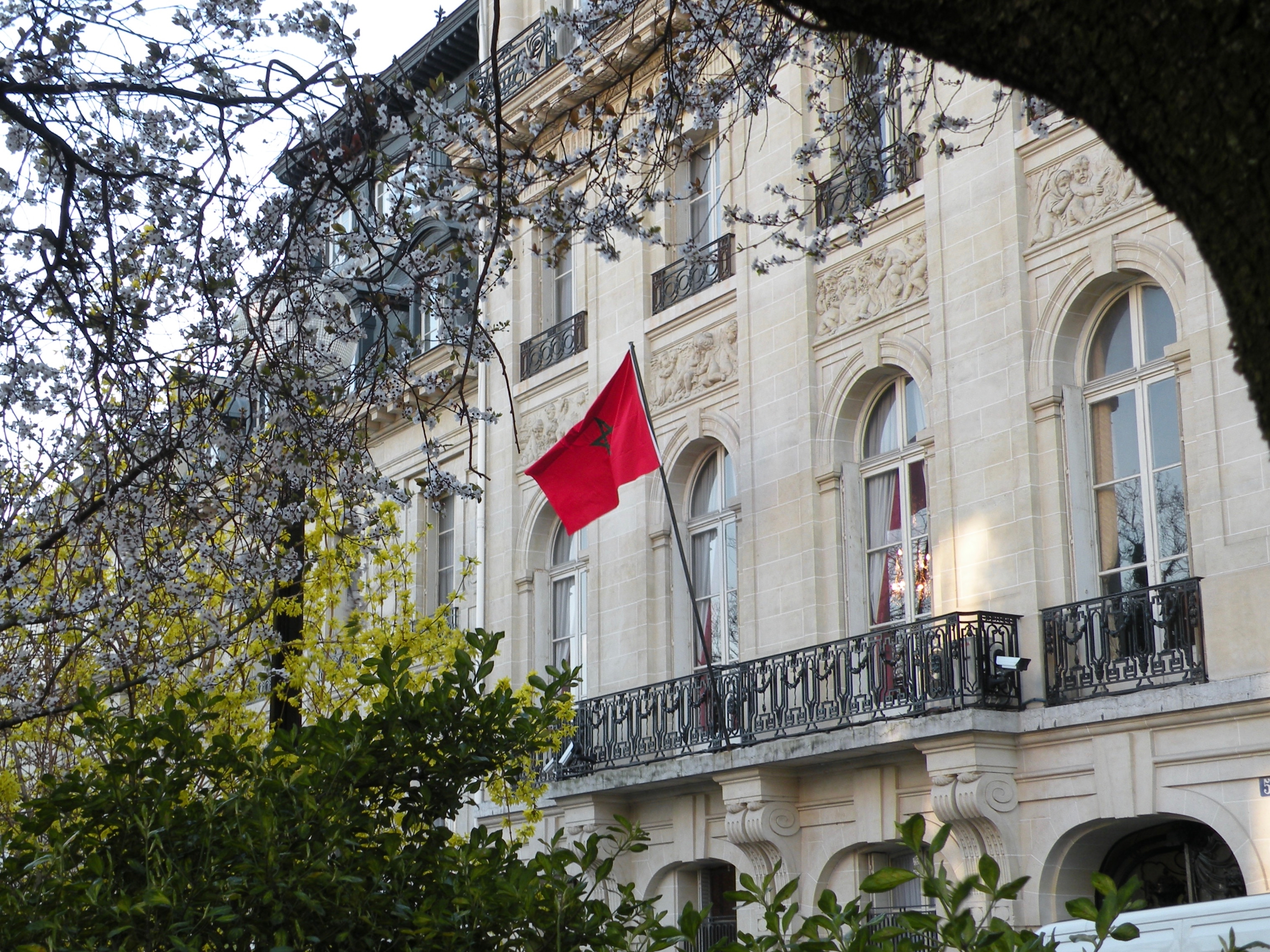
Ambassade à Paris.
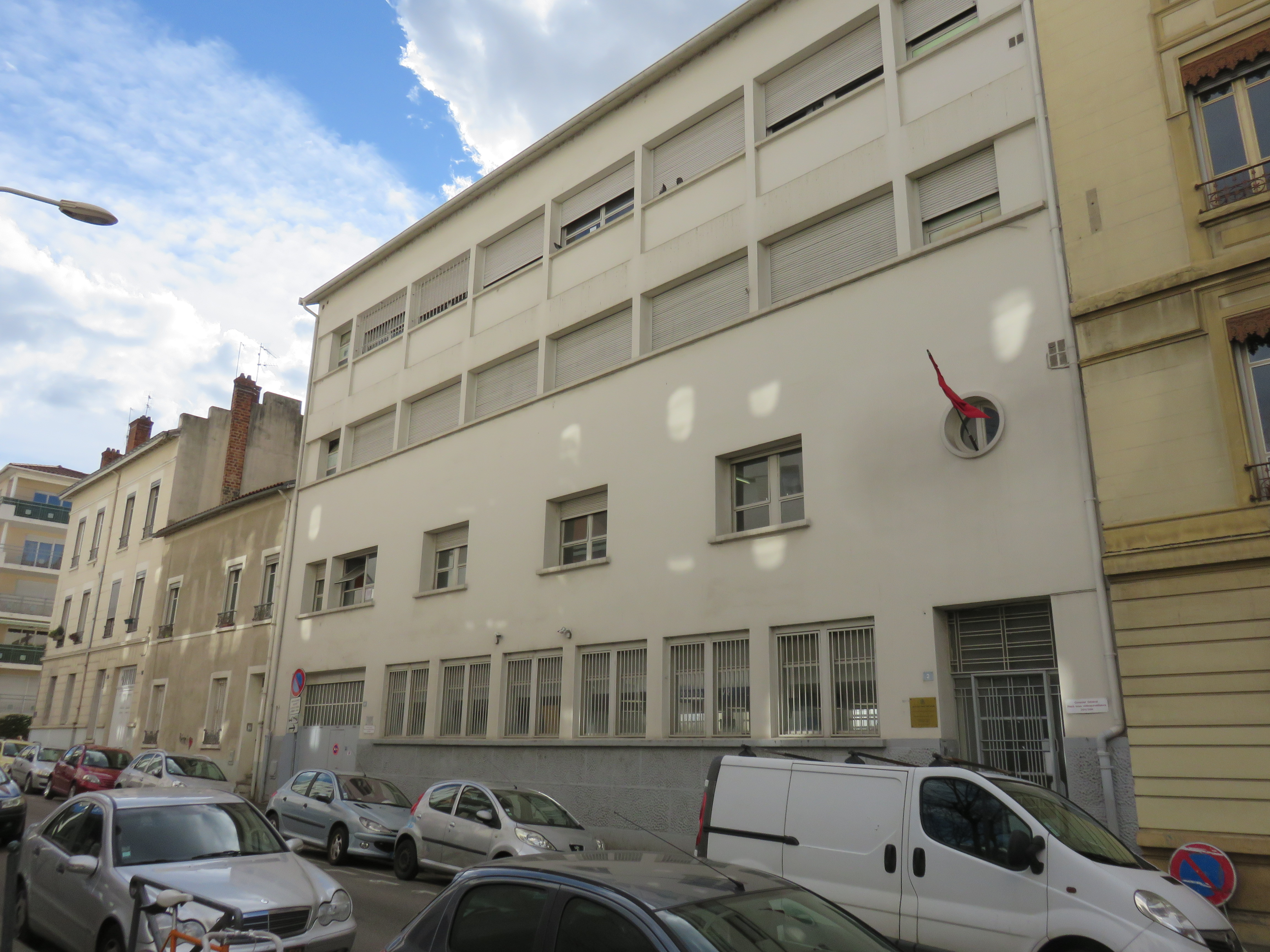
Consulat général à Lyon.
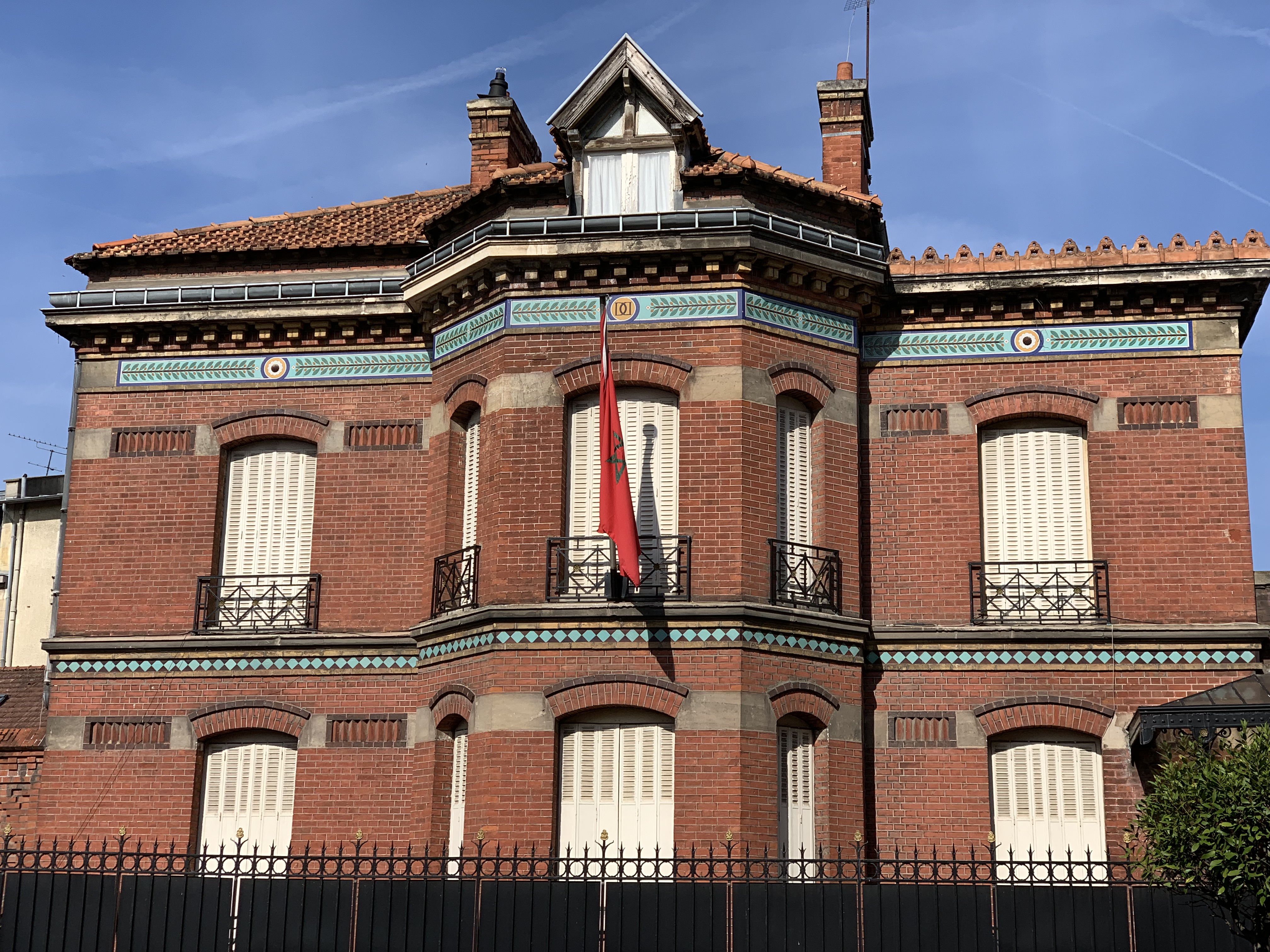
Consulat général à Pontoise.
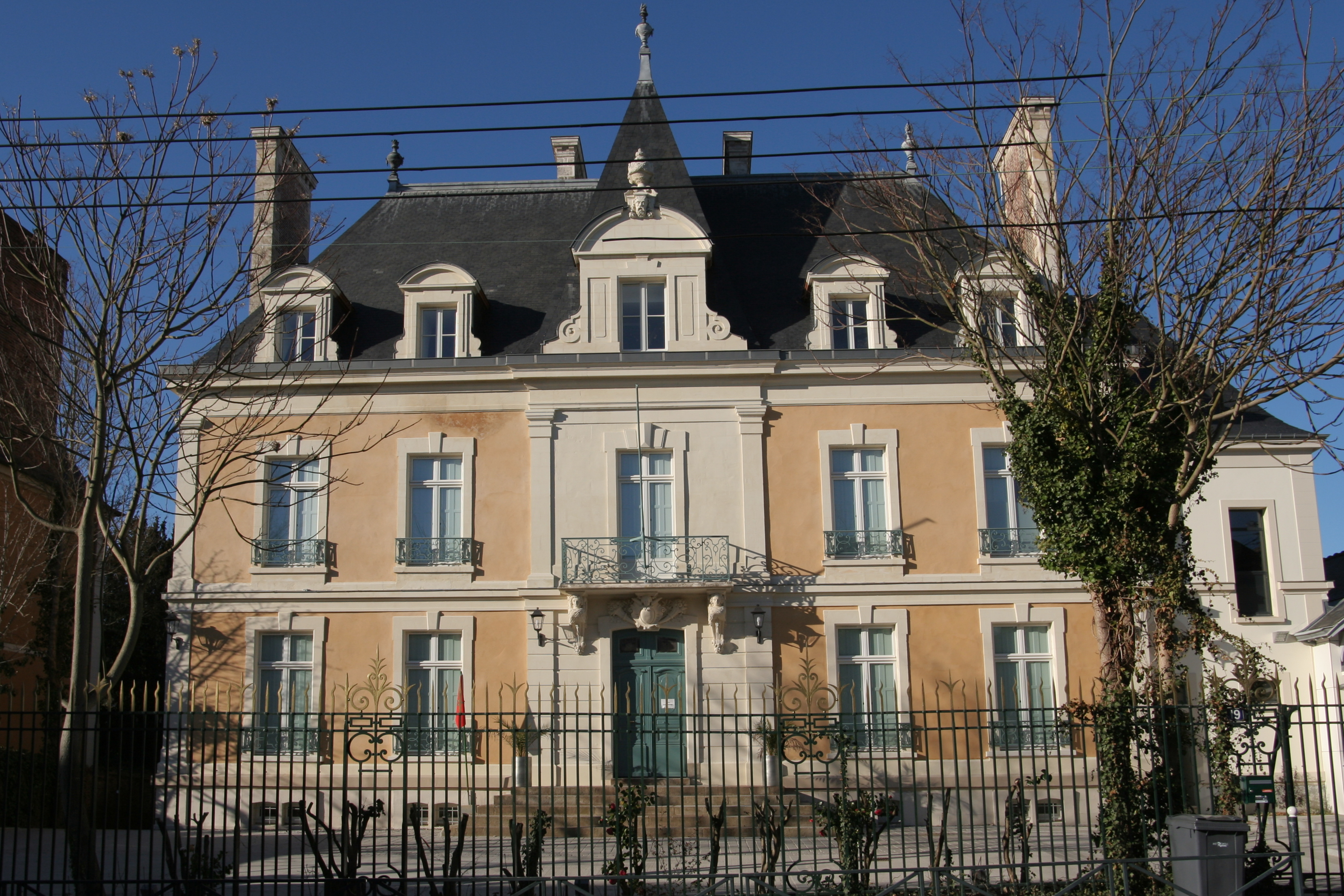
Consulat général à Rennes.
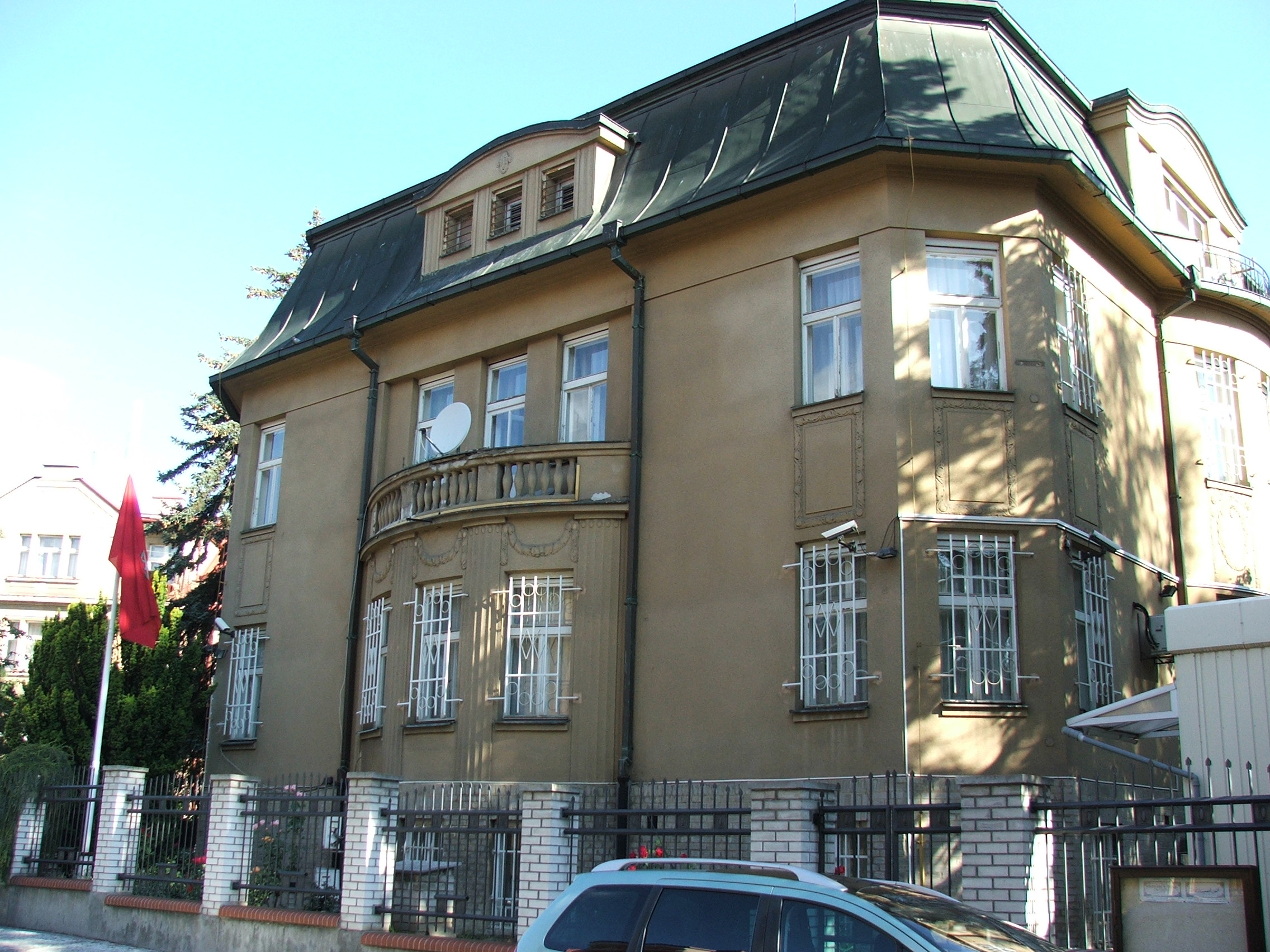
Ambassade à Prague.
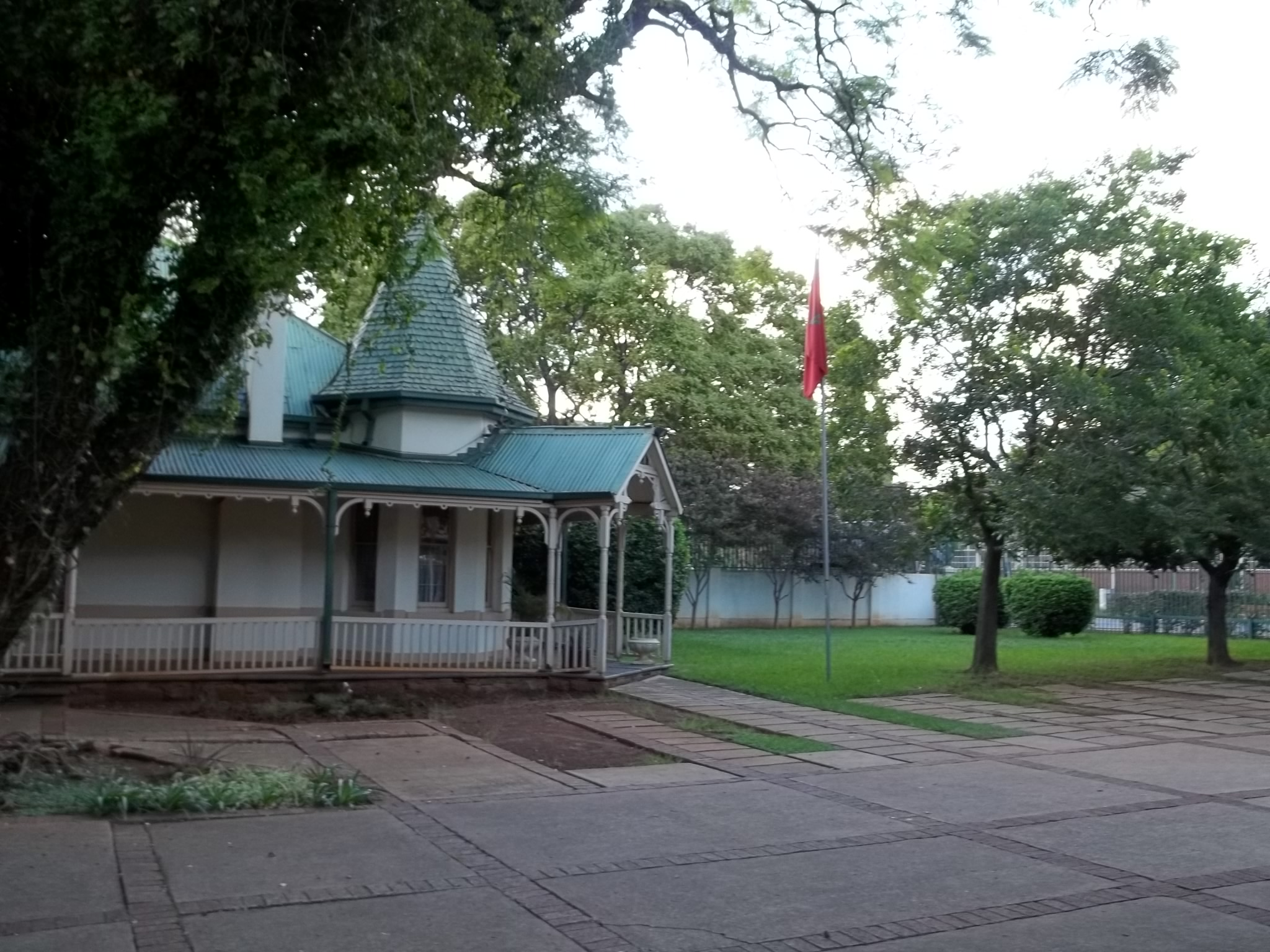
Ambassade à Pretoria.
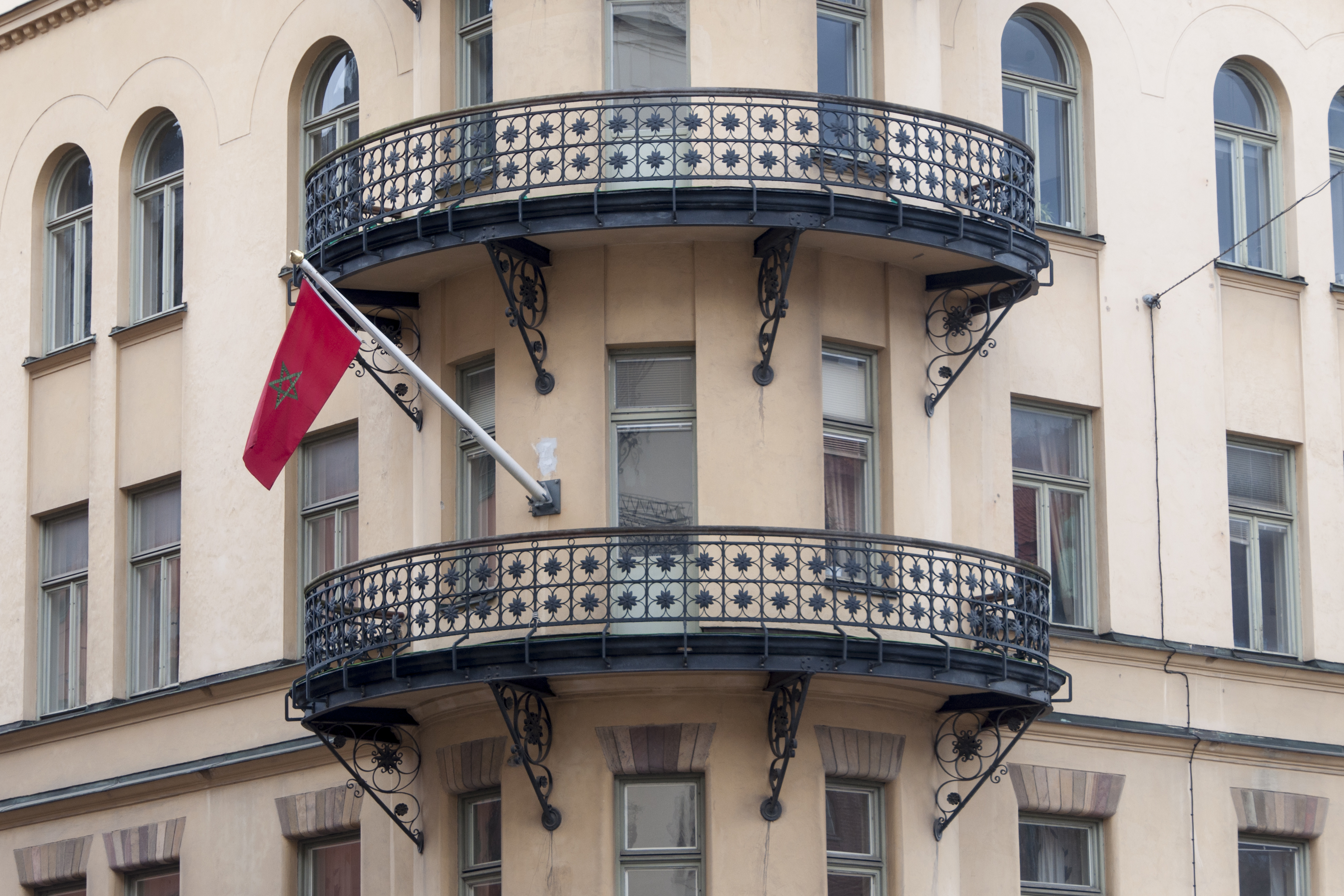
Ambassade à Stockholm.
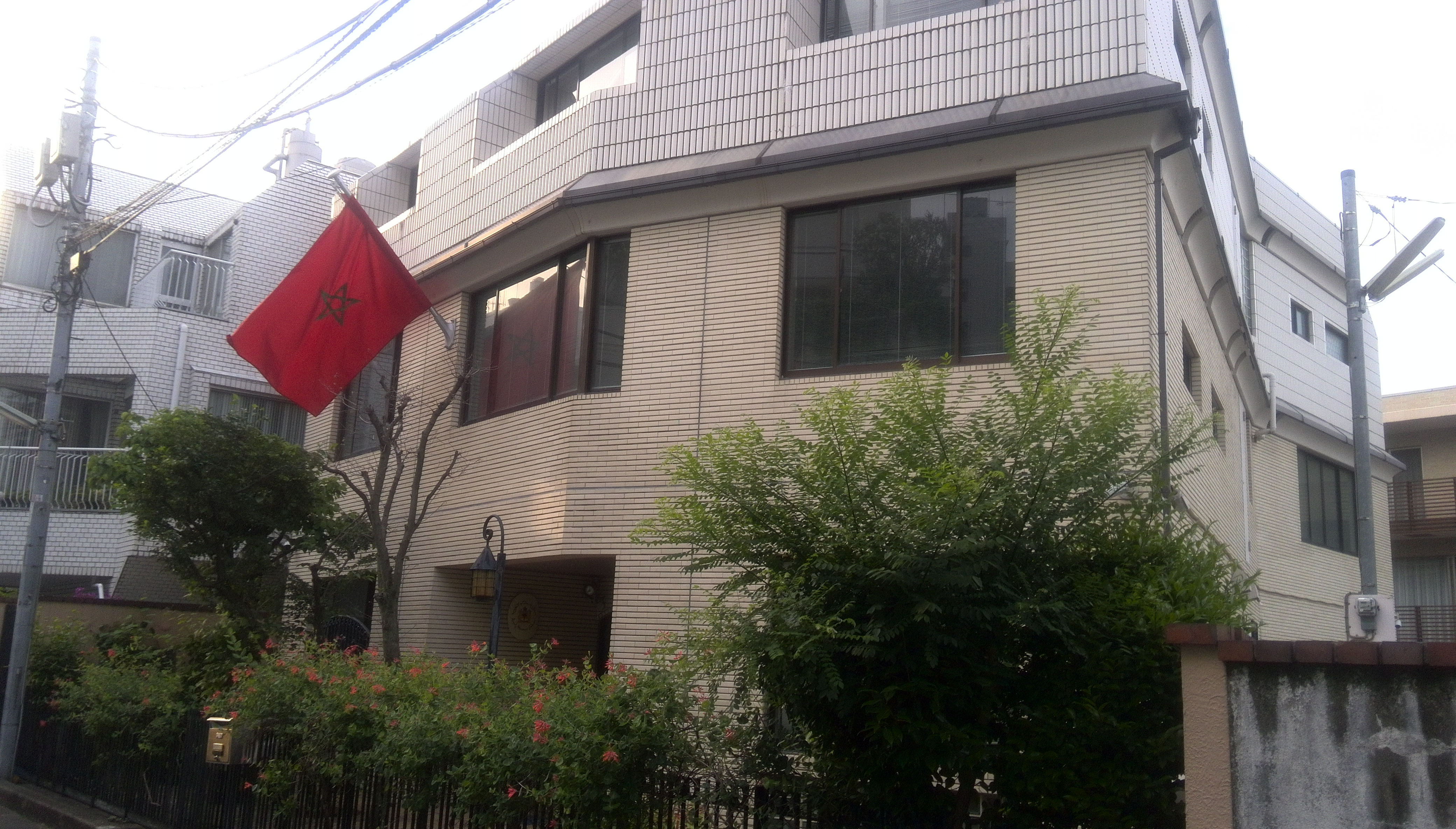
Ambassade à Tokyo.
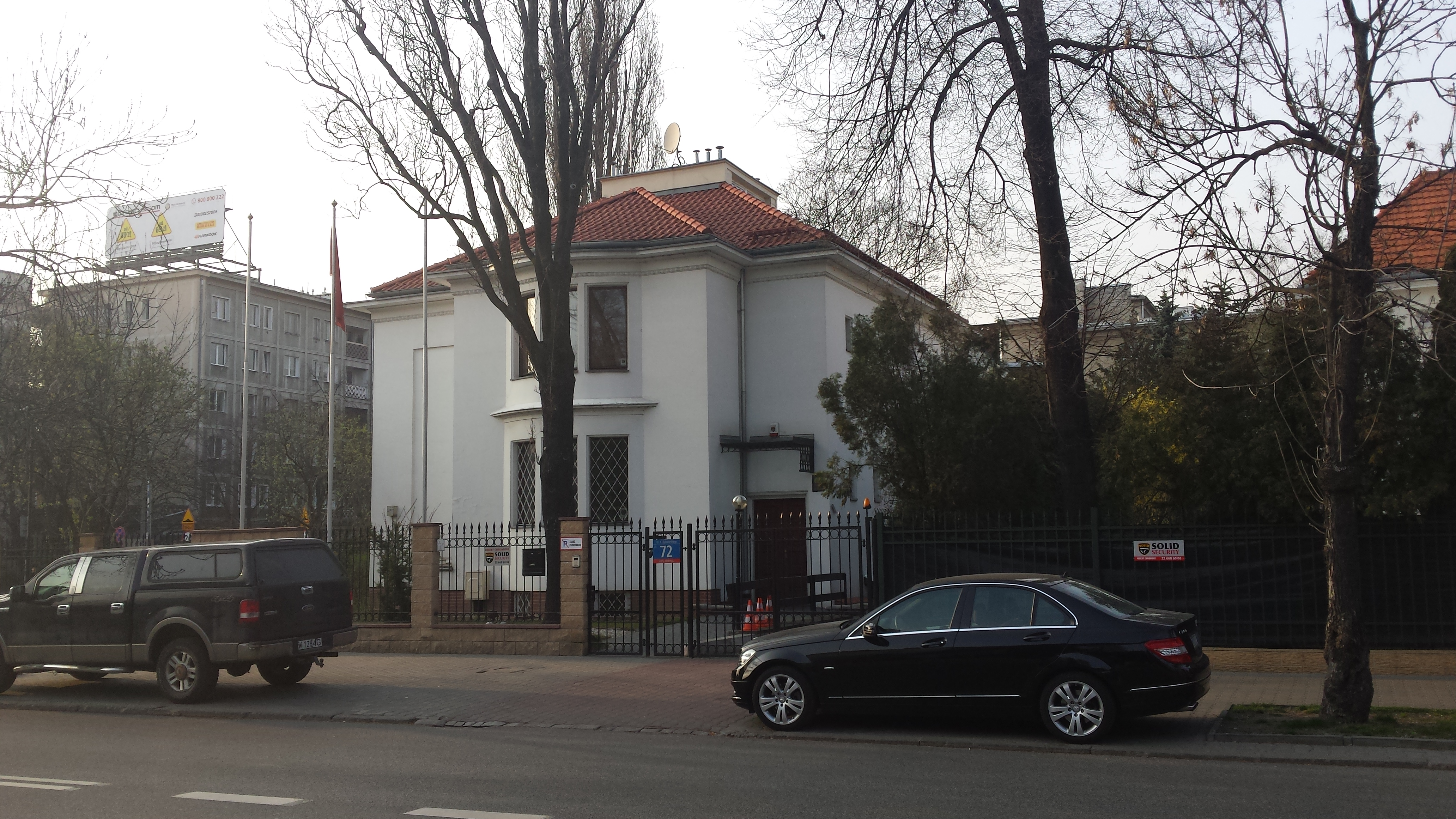
Ambassade à Varsovie.
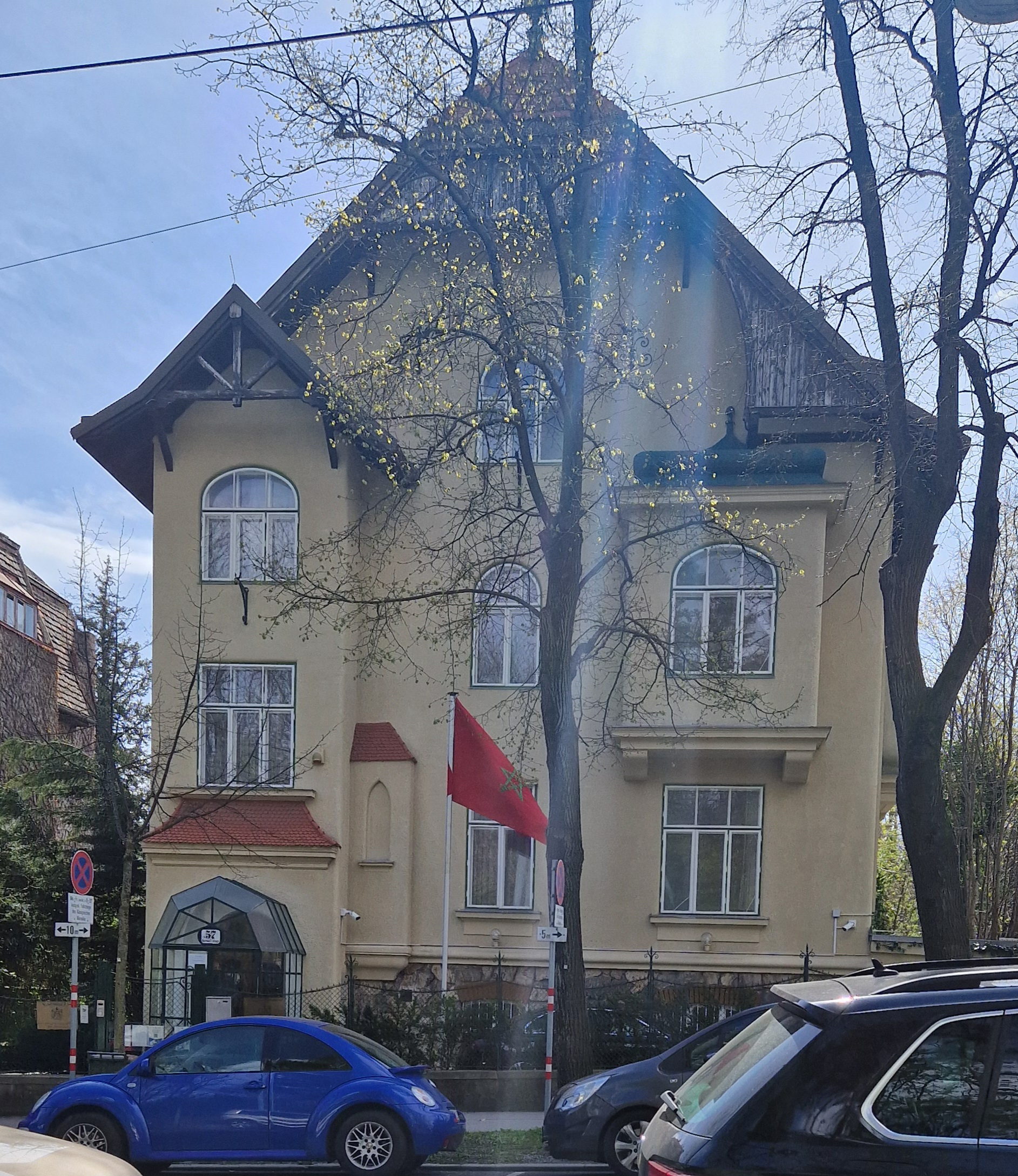
Ambassade à Vienne.
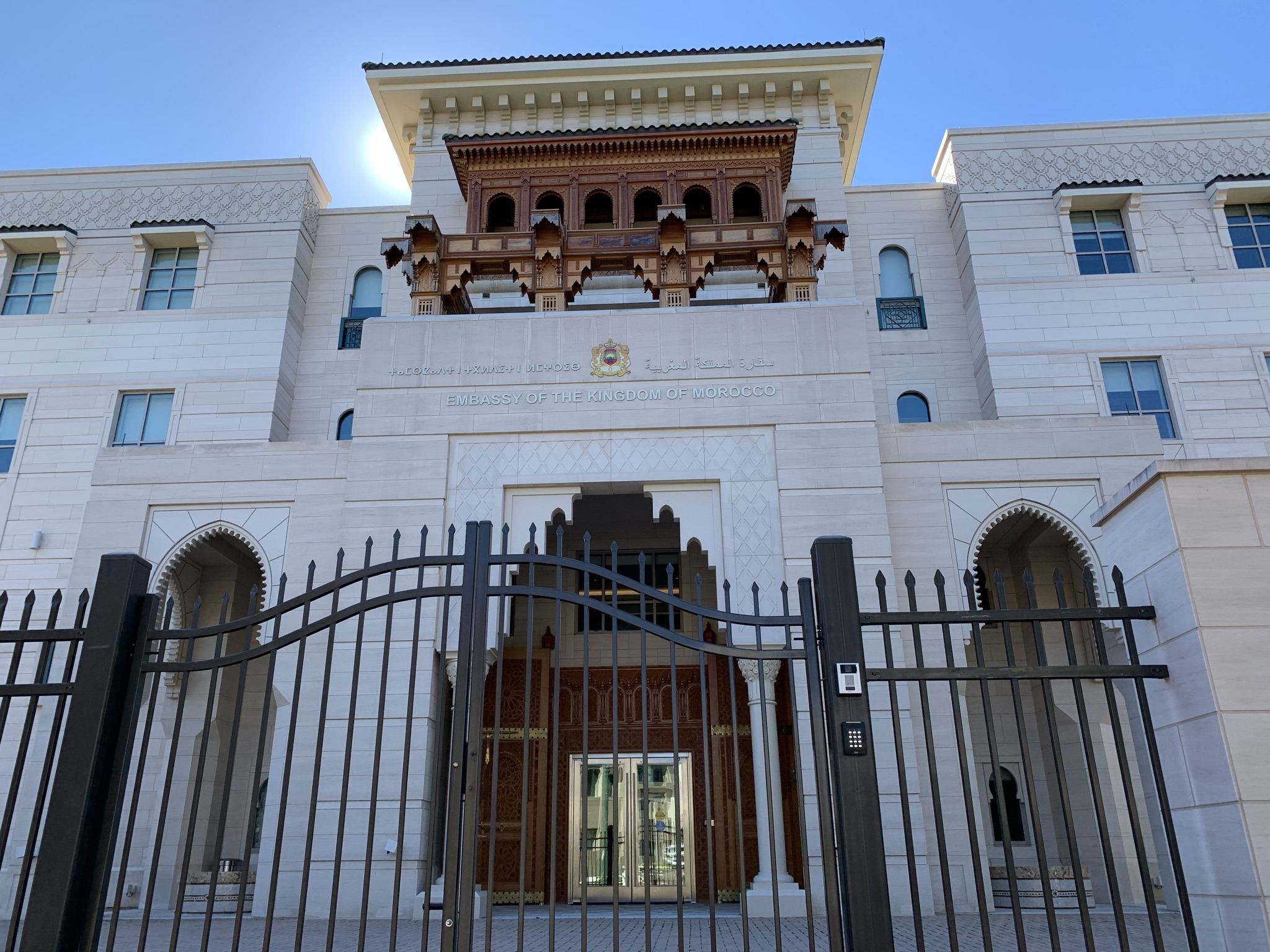
Ambassade à Washington.